# Sky Sports F1
Sky Sports F1 é um canal de televisão criado exclusivamente para a cobertura da Fórmula 1 pela Sky Group no Reino Unido e na Irlanda, com a Sky tendo um pacote de direitos da temporada de 2012 até a temporada de 2029. Os destaques de todas as corridas e sessões de qualificação, além do Grande Prêmio da Inglaterra, são sublicenciados para o Canal 4. Desde 2017, a Sky Sports F1 transmite a Fórmula 1 em 4K UHD.

## Desenvolvimento
A BBC possuía os direitos exclusivos da F1 no Reino Unido de 2009 até o final da temporada de 2013, tendo recuperado os direitos da ITV. No entanto, um novo acordo de direitos de transmissão foi anunciado em 29 de julho de 2011, declarando que a Sky Sports cobriria todas as corridas ao vivo. A BBC continuou a transmitir metade das corridas ao vivo, incluindo o Grande Prêmio da Inglaterra e a corrida final. Também permitiu à BBC mostrar os destaques de todas as corridas. Em novembro de 2011, a Sky anunciou que um novo canal dedicado à F1 seria lançado em março de 2012, com a transmissão de todas as corridas da F1, cobertura das sessões de treinos, qualificação e corrida, ao vivo e sem comerciais.
Em 21 de dezembro de 2015, foi anunciado que a BBC encerraria seus direitos de transmissão três temporadas antes da temporada de 2015 com seus direitos para 10 corridas ao vivo e destaques de todas as 21 corridas indo para o Canal 4. No entanto, a BBC Radio 5 Live e a BBC Radio 5 Live Sports Extra continuariam a transmitir comentários ao vivo de toda a temporada até a temporada de 2021.
Antes do lançamento do canal, haviam controvérsias sobre a mudança da cobertura da Fórmula 1, pelo menos em parte, para a televisão paga.

## Lançamento
O canal foi lançado em 9 de março de 2012, sete dias antes do início da temporada de Fórmula 1 de 2012. Durante 2012, o canal esteve no ar por sessenta e três horas durante as semanas de corrida e trinta e duas horas durante as semanas sem corridas.
O canal foi lançado com um especial de duas horas do The F1 Show, apresentado por Simon Lazenby, Martin Brundle e Damon Hill, uma prévia da temporada de Fórmula 1 de 2012.

### Simulcastinginternacional
A partir da temporada de 2016, o detentor dos direitos da F1 canadense TSN, começou a transmitir simultaneamente a cobertura da Sky, incluindo os programas pré e pós-corrida e comentários durante a corrida.
Para a temporada de 2018, a nova detentora dos direitos da Fórmula 1 nos EUA, ESPN, começou a usar os comentários da Sky Sports F1, junto com uma transmissão simultânea do programa pré-corrida e parte do programa pós-corrida. No entanto, após críticas sobre o tratamento e o tempo dos anúncios durante a cobertura da corrida do Grande Prêmio da Austrália de 2018 (às vezes cortando os comentaristas no meio da frase), a ESPN anunciou que iria transmitir as corridas restantes da temporada com um único patrocinador, e sem interrupções comerciais. Para a temporada de 2019, as atrações Welcome to the Weekend e Pit Lane Live também foram adicionados no ESPN+.

## Cobertura

### Fórmula 1

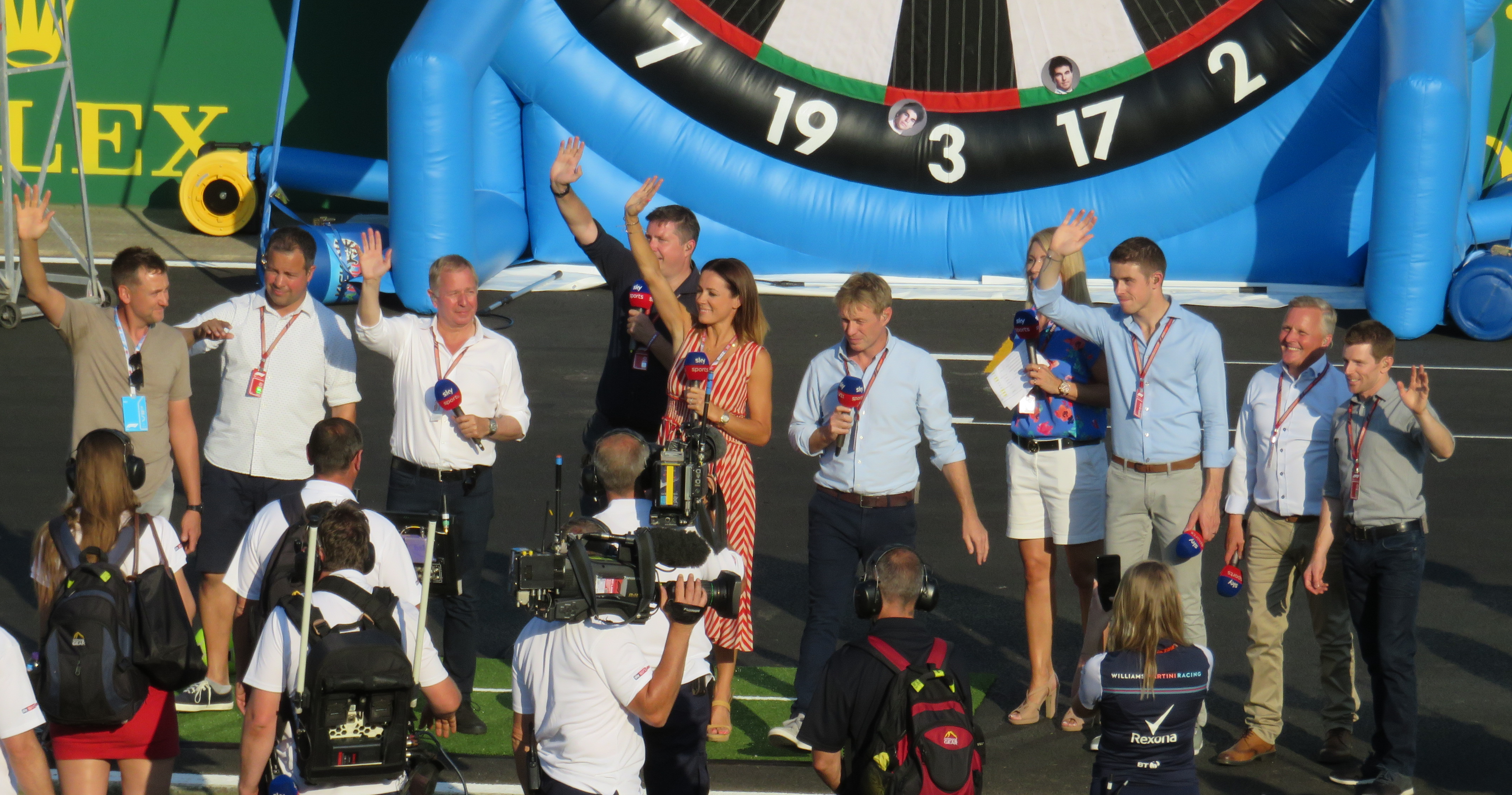
Apresentadores da Sky Sports F1 no Grande Prêmio da Grã-Bretanha de 2018.

A temporada de 2012 começou em 16 de março no Circuito do Grande Prêmio de Melbourne, Austrália. A Sky Sports transmitiu todas as sessões de treinos, sessões de qualificação e corridas ao vivo. A temporada ultrapassou 19 países. A Fórmula 1 visitou lugares diversos como China, Bahrein, Bélgica, Itália e também os Estados Unidos para um Grande Prêmio que acontece em Austin, Texas, no Circuito das Américas. A temporada chegou ao fim no Grande Prêmio do Brasil de 2012 em 25 de novembro de 2012.
Em 7 de março de 2012, Sky Sports F1 revelou sua música tema para a temporada de 2012, "Just Drive" de Alistair Griffin, que foi regravada pela Orquestra Filarmônica de Praga e o Coro Rodolfus. Os créditos iniciais de 43 segundos apresentam imagens de arquivo de ex-campeões mundiais e momentos memoráveis da F1 de 32 Grandes Prêmios entre 1950 e 2011. A melodia do tema também é usada no The F1 Show e no Classic F1. O arranjo original da Sky ainda é utilizado para a cobertura das corridas clássicas da F1.
Durante a temporada de 2012, o Santander UK foi o patrocinador oficial da cobertura da Fórmula 1 na Sky Sports F1 em um negócio estimado em £3 milhões.  A cobertura foi patrocinada pela Shell em 2014. Do Grande Prêmio da Malásia de 2015, a FairFX foi o patrocinador do canal.
A abertura da temporada do Grande Prêmio da Austrália, a primeira a ser transmitida exclusivamente pela Sky, teve uma audiência média de 526.000 espectadores entre 4h30 às 9h do dia 18 de março, com pico de cinco minutos de 1.02 milhões de espectadores quando Jenson Button ganhou a corrida. A cobertura ao vivo da BBC da mesma corrida na temporada passada foi em média 2.13 milhões de telespectadores, uma participação de 51,1% da audiência.
A Sky Sports ganhou o "Prêmio de Melhor Transmissão de TV por Cobertura Extraordinária" na Cerimônia de Entrega do Prêmio FIA de 2012 e novamente em 2013.
Em setembro de 2018, foi anunciado que o Channel 4 havia concordado com um acordo de sublicenciamento com a Sky, segundo o qual transmitirá destaques em sinal aberto de todas as corridas e cobertura ao vivo do Grande Prêmio da Inglaterra. Como condição do acordo, o Channel 4 concordou em dar à Sky o direito de transmitir a série completa de sua programação dramática em suas plataformas sob demanda. Em troca, a Sky também vendeu uma exibição gratuita de seu próprio drama Tin Star para o Channel 4. A partir de 2019, a Sky Sports passou a deter os direitos exclusivos para todas as corridas, exceto para o Grande Prêmio da Inglaterra.

### Corridas de apoio
Em fevereiro de 2012, foi anunciado que a Sky Sports F1 também transmitiria as séries GP2 e GP3 ao vivo. Essas séries foram renomeadas como Campeonato de Fórmula 2 da FIA e Campeonato de Fórmula 3 da FIA, respectivamente.

### Fórmula Indy
O Sky Sports F1 exibiu a rodada de abertura da temporada Temporada da IndyCar Series de 2012. As rodadas 2 e 3 foram ao ar em seu canal de costume, Sky Sports 4, antes da quarta rodada, o São Paulo Indy 300 voltou para Sky Sports F1. Desde então, todas as outras rodadas foram transmitidas no Sky Sports 4 e às vezes no serviço Sky Sports Active. O comentarista e apresentador de esportes motorizados Keith Huewen foi o anfitrião regular da cobertura.
A Fórmula Indy foi transferida para o BT Sport em 2013, mas retornou ao Sky Sports F1 com a temporada de 2019 sob um novo contrato com a nova proprietária da Sky, a Comcast.